# Brett Scallions
Brett Allen Scallions (Brownsville, Tennessee, 21 de dezembro de 1971) é um cantor e baixista estadunidense, que foi vocalista da banda Fuel entre 1996 e 2006. Depois da saída do Fuel, Brett passou a tocar baixo na banda The X's e também na banda de hard rock Circus Diablo.
Em março de 2007, foi chamado para participar do projeto dos membros remanescentes da banda The Doors, o Riders On The Storm.